# Ruiselede
Ruiselede je obec v provincii Západní Flandry v Belgii.

## Geografie
Ruiselede se nachází v arrondissementu Tielt.
Obec leží 7 km severovýchodně od města Tielt, 11 km severozápadně od Deinze, 21 km jihovýchodně od Brugg, 22 km západně od Gentu a 70 km západně od Bruselu.

## Obyvatelstvo
K 1. lednu 2017 v obci žilo 5 395 obyvatel na ploše 30,2 km².

## Doprava
Nejbližší výjezdy z dálnice se nacházejí na severu u Aalter z dálnice A10, na východě u Deinze z dálnice A14 a na jihozápadě u Ardooie a Lichtervelde z dálnice A17.
V Aaltertu, Tieltu a Deinze se nacházejí nejbližší regionální nádraží a v Gentu a Bruggách také staví mezinárodní rychlíky.
U Ostende se nachází regionální letiště a u Bruselu se nachází mezinárodní letiště.

## Zajímavosti
V Ruiselede byly umístěny stožáry pobřežního rádia. 30. prosince 1933 se zde narazilo letadlo do stožáru. Zbylé stožáry byly vyhozeny do povětří německými vojáky v říjnu 1940.